# Gallarus Castle
Gallarus Castle (irisch Caisleán Ghallarais) ist ein vierstöckiges Tower House mit rechteckigem Grundriss beim Dorf Ballynagall (irisch Baile na nGall) im Küstenbereich der Smerwick Bucht im irischen County Kerry. Es ist eines der wenigen noch erhaltenen, befestigten Gebäude auf der Dingle-Halbinsel. Die Niederungsburg steht etwa 1 km entfernt vom bekannteren und geschichtlich bedeutenderen Gallarus Oratory.

## Geschichte
Gallarus Castle wurde im 15. Jahrhundert für den Knight of Kerry, den Inhaber eines Erbrittertums, das der Geraldine-Dynastie gehörte, erbaut. Heute ist es ein National Monument.

## Beschreibung
Das Tower House wurde umfangreich restauriert und eine neue, rechteckige Eingangstür in die Nordmauer eingesetzt. Unterhalb des ersten Obergeschoss gibt es keine Spuren einer (bei Tower Houses aus dieser Zeit üblichen) Eingangstreppe. Eine innen liegende Treppe in der östlichen Außenmauer führt nach oben, und die Decken des zweiten und dritten Obergeschosses sind gewölbt. Das Tower House ist in Privatbesitz und kann nur von außen besichtigt werden.